# Экфант (пифагореец)
Э́кфант из Сиракуз (Ἔκφαντος, первая половина IV в. до н. э.) — древнегреческий философ-пифагореец.
Полагал, что Земля находится в центре космической сферы; при этом считал, что она вращается вокруг своей оси, а небо неподвижно. Это учение впоследствии развил Гераклид Понтийский. Вслед за Демокритом, Экфант учил о существовании атомов.